# Pasapoga
Pasapoga Music Hall fue una sala de fiestas de Madrid (España), situada en los bajos del cine Avenida, en el número 37 de la Gran Vía. La palabra «Pasapoga» fue un acróstico formado con las dos primeras letras del apellido de cada uno de sus cuatro propietarios: Patuel, Sánchez, Porres y García. Desde 1942, se convirtió en una de las salas más importantes del país, siendo luego reconvertida en una discoteca hasta que finalmente fue clausurada y reconvertida en tienda de moda.

## Historia
A partir de los años 40, uno de sus propietarios y director general, Luis Sánchez-Rubio González, que a su vez era el presidente nacional del Espectáculo de Madrid, transformó el antiguo Pasapoga en una sala de fiestas moderna, elegante y muy cara que además significaba un referente de España en Europa. Luis Sánchez-Rubio era además, el propietario de unas tiendas de ropa exclusiva en Madrid, situadas en la Gran Vía y Preciados, que se llamaban Sánchez-Rubio. 
Su planta en forma de herradura, al modo de los teatros tradicionales, y su exuberante decoración, con columnas y pinturas murales imitando frescos antiguos, albergaron conciertos de artistas como Antonio Machín, Frank Sinatra o Rosa Morena. Escenas del Pasapoga aparecen en la película Los ojos dejan huellas de 1952.   
Reconvertido después en discoteca con sesiones temáticas, el local ofrecía sesiones como club de música house enfocado al público gay, allá por el año 2000. Fue en Madrid el local que lideró el circuito de discotecas gay, entre las etapas de Xenon y Cool (o Royal Cool).
La sala cerró sus puertas en 2003. En febrero de 2007 se anunció su desaparición definitiva cuando el Ayuntamiento decidió autorizar el cambio de uso del edificio del cine Avenida para uso comercial. Al estar protegido debió ser conservado su aspecto anterior, por lo que su reforma para adaptarlo al nuevo uso fue limitada.